# Veselye Ulybki (canción)
Veselye Ulybki (en ruso весёлые улыбки), traducido al español es Sonrisas Felices, es el octavo sencillo del álbum de estudio Veselye Ulybki (Sonrisas felices), del dúo de cantantes rusas T.A.T.u.. Tiene la característica de ser una canción instrumental, que no es un demo ni un intro, además de ser la canción más corta que haya grabado el dúo. 
En el disco Waste Management aparece la misma canción, la diferencia es el cambio de título renombrando "Waste Management".
- Datos: Q6160760